# 목창균
목창균(睦昌均, 1948년 - )은 대한민국의 신학자이며 교수이다. 서울신학대학교 14-15대 총장, 숭실철학회  회장, 기독교대학교 총장 기도회 회장, 전국신학대학협의회 회장, 복음주의신학대학협의회 회장을 역임하였다. 슐라이에르마허를 비롯한 현대신학의 전문가로 평가받는다. 저서로는 ＜The Development of Schleiermacher's Doctrine of God＞(박사학위논문, 1986), ＜슐라이에르마허의 신학 사상＞(1991), ＜현대 신학논쟁＞(1995), ＜종말론논쟁＞(1998), <현대 복음주의>(2005), <성결교회 교리와 신학>(2012), <이단논쟁> (2016)이 있고 설교집은 ＜젖과 꿀이 흐르는 땅＞(2001),< 나사렛에서 선한 것이 나겠느냐>(2006),<새 힘을 얻으리니>(2009)가 있으며, 문집으로 <한 걸음 한 걸음이 정상에 이르게 한다>(2013)와 역서로 ＜현대신학의 태동＞(B. A. 게리쉬, 1988)과 ＜19세기 개신교 신학＞(B. A. 게리쉬, 1990), <디지 미션>(A. 말퍼스, 2010)이 있다.

## 경력
- 드류대학 대학원 철학석사, 철학 박사
- 페이스 신학대학 대학원 신학 석사
- 고려대학교 대학원 서양철학, 문학석사
- 숭실대학교 철학 학사
- 성결대학교 신학과 졸업

- 서울신학대학교 14-15대 총장
- 서울신학대학교 명예교수
- 복음주의신학대학협의회 회장
- 전국신학대학협의회 회장
- 기독교대학교 총장기도회 회장
- 한국기독교한림원 회원
- 듀크대학교 신학대학원 연구교수
- 미국 아주사 퍼시픽대학교 초빙교수

## 저서
- ＜슐라이에르마허의 신학 사상＞(1991)
- ＜현대 신학논쟁＞(1995)
- ＜종말론논쟁＞(1998)
- <현대복음주의>(2005)
- <성결교회 교리와 신학>(2012)
- <이단논쟁>(2016)
- 설교집 ＜젖과 꿀이 흐르는 땅＞(2001)
- <나사렛에서 선한 것이 날 수 있느냐>(2006)
- <새 힘을 얻으리니>(2009)
- 문집 <한 걸음 한 걸음이 정상에 이르게 한다>(2013)

## 역서
- ＜현대신학의 태동＞(B. A. 게리쉬, 1988)
- ＜19세기 개신교 신학＞(B. A. 게리쉬, 1990)
- <디지 미션>(A. 말퍼스, 2010)

## 상훈
- 대한민국 청조근정훈장

## 같이 보기
- 서울신학대학교
- 한국기독교한림원
- 대한민국의 신학자 목록